# Kuropatewka piaskowa
Kuropatewka piaskowa (Ammoperdix griseogularis) − gatunek średniej wielkości ptaka z rodziny kurowatych (Phasianidae). Zamieszkuje Azję. Osiadły.

## Systematyka
Kuropatewka piaskowa jest gatunkiem monotypowym.

## Morfologia
Wygląd zewnętrzny: Wyraźny dymorfizm płciowy. Samiec różni się od podobnej kuropatewki pustynnej szarym gardłem, jasnymi plamkami na szyi i jaśniejszym, czarno obrzeżonym paskiem ocznym. Samica wyróżnia się białymi plamkami, zamiast różowawych pasków na szyi obecnych u samicy drugiego gatunku kuropatewki.
Rozmiary: długość ciała: 22–25 cm, rozpiętość skrzydeł: 40–42 cm
Masa ciała: 182–225 g

## Występowanie

### Środowisko
Suche, skaliste i nisko położone tereny pokryte skąpą roślinnością, zwykle w pobliżu zbiornika wodnego.

### Zasięg występowania
Bliski Wschód i tereny dalej na wschód – od południowo-wschodniej Turcji i Iraku do południowego Uzbekistanu, Tadżykistanu i Pakistanu. Próbowano ją introdukować w USA, ale bez powodzenia.

## Pożywienie
Dominuje pokarm roślinny: liście, pędy, nasiona i owoce, uzupełniane bezkręgowcami, których chętnie poszukuje wśród odchodów koni i mułów.

## Rozród
Najprawdopodobniej gatunek monogamiczny. Samiec może pozostawać z samicą w czasie wysiadywania jaj i wodzenia piskląt, ale obserwowano też w czasie sezonu lęgowego grupy liczące do 20 samców.
Gniazdo: na ziemi, w płytkim zagłębieniu, zwykle pod osłoną skały lub kępy trawy.
Okres lęgowy: zależy od regionu. Zwykle od kwietnia do lipca, czasem może wyprowadzać drugi lęg.
Jaja: znosi 6–9 jaj
Wysiadywanie: 21 dni, wyłącznie przez samicę
Pisklęta: wodzone przez samicę lub oboje rodziców.

## Status
Międzynarodowa Unia Ochrony Przyrody (IUCN) uznaje kuropatewkę piaskową za gatunek najmniejszej troski (LC – least concern) nieprzerwanie od 1988 roku. Całkowita liczebność populacji szacunkowo mieści się w przedziale 150–250 tysięcy dorosłych osobników. Trend liczebności populacji jest stabilny.